# The Man Who (film 1921)
The Man Who è un film muto del 1921 diretto da Maxwell Karger.

## Trama
Ferito in Francia durante la guerra, Bedford Mills viene invitato con altri reduci a un ricevimento a casa del ricco Jessop dove conosce la bella e aristocratica Helen, figlia del padrone di casa.

Bedford si innamora follemente di lei, ma Helen, quando viene a sapere che lui è solo un povero impiegato, lo respinge e dichiara che non accetterà la sua corte finché non sarà diventato un uomo importante.
Bedford comincia una campagna contro l'aumento dei prezzi delle scarpe andando scalzo in giro per New York: le sue apparizioni creano scandalo e sensazione, tanto che viene anche arrestato. Mentre Helen stigmatizza la sua alzata d'ingegno, Bedford trova comprensione e appoggio in Mary Turner, la figlia del presidente dei calzaturieri, che lo accompagna nelle sue camminate dimostrative a piedi nudi.

## Produzione
Il film fu prodotto dalla Metro Pictures Corporation

## Distribuzione
Uscì nelle sale cinematografiche USA il 4 luglio 1921.